# 王鐐
王镣（?—?），字德耀，唐朝官员，出自太原王氏，王起之子，王铎之弟。
乾符二年（875年）六月，唐僖宗以主客员外郎王鐐为仓部员外郎，后任汝州刺史。乾符三年（876年）七月，王仙芝逼进颍州、许州，攻汝州。王镣自督勇士与别将董汉勋守南、北门。九月，汝州城陷，董汉勋力战而死，王鐐被俘。《旧唐书》说他被王仙芝所害。《新唐书》本传，说他被贬为韶州司马，官至太子宾客。其子王蘋，字玄禮。